# Erik Tennander
Sten Erik Tennander, född 22 september 1919 i Göteborg, död 19 april 2007 i Danmark, var en svensk ambassadör.
Tennander var halvbror till Lasse Tennander. 
Tennander, som är son till överingenjör Sten Tennander och Karin Wigström, blev politices magister i Stockholm 1941, attaché vid Utrikesdepartementet (UD) 1942, tjänstgjorde i Chicago, San Francisco, Lima och Caracas 1942–1948, var andre sekreterare vid UD 1948–1951, legationssekreterare i Buenos Aires 1951, förste legationssekreterare där 1952, blev förste sekreterare vid UD 1956, ambassadråd i Haag 1962, byrådirektör vid UD 1963, byråchef vid UD 1964, ambassadråd i Quito 1967, Buenos Aires 1970, Köpenhamn 1975, minister 1980, ambassadör i Santo Domingo, Georgetown, Paramaribo, Port-au-Prince och Saint George's med placering i Stockholm 1980–1985, även ambassadör i Belmopan 1982–1985 och Castries 1983–1985.